# 매터모스트
매터모스트(Mattermost)는 파일 공유, 검색, 통합 기능을 제공하는 오픈 소스 셀프 호스팅 가능 온라인 채팅 서비스이다. 단체와 기업을 위한 내부 채팅으로 설계되어 있으며 대부분 그 자체를 슬랙과 마이크로소프트 팀즈의 오픈 소스 대안으로 마케팅한다.